# Drzonowo Wałeckie
Drzonowo Wałeckie (deutsch Drahnow, früher Drahno) ist ein Dorf in der Landgemeinde (Gmina) Człopa (Schloppe) im Powiat Wałecki (Deutsch Kroner Kreis) der polnischen Woiwodschaft Westpommern.

## Geographische Lage
Das Dorf liegt etwa 32 Kilometer südwestlich von Deutsch Krone (Wałcz), sechs Kilometer südöstlich von Schloppe (Człopa) und sieben Kilometer nordöstlich von Zützer (Szczuczarz).

## Geschichte
Die Grenzregion des Netzedistrikts, in der das Dorf liegt, hatte ursprünglich zum Herzogtum Pommern gehört, war vorübergehend unter polnische Herrschaft gelangt und dann an die Markgrafen von Brandenburg gekommen. Im Rahmen der Ersten Teilung Polen-Litauens kam das Dorf 1772 zusammen mit dem Landkreis Deutsch Krone an Preußen.
Die Ortschaft Drahnow gehörte einst zu den Zützerer Gütern der Familie Goltz. Aus dem Jahr 1641 ist die Ortsbezeichnung Drzonowo überliefert, neupolnisch Dranno. Um 1783 war Baron von der Goltz der Grundherr. 1785 verkaufte der bisherige Besitzer von der Goltz das Gut Drahnow zusammen mit dem Dorf Trebbin an den Pächter der Friedländer Güter für 17.500 Taler.
Die Gemeinde Drahnow hatte um 1930 eine 17,1 km² große Gemarkungsfläche, und auf dem Gemeindegebiet befanden sich vier Wohnplätze, auf denen insgesamt 51 bewohnte Wohnhäuser standen:
- Drahnow
- Drahnowbusch
- Drahnowkeil
- Gut Drahnow

Im Jahr 1945 gehörte Drahnow zum Landkreis Deutsch Krone im Regierungsbezirk Grenzmark Posen-Westpreußen der preußischen Provinz Pommern des Deutschen Reichs. Drahnow war Sitz des Amtsbezirks Drahnow.
Im Februar 1945 wurde Drahnow von der Roten Armee besetzt. Nach Beendigung der Kampfhandlungen wurde die Region seitens der sowjetischen Besatzungsmacht zusammen mit ganz Hinterpommern und der südlichen Hälfte Ostpreußens – militärische Sperrgebiete ausgenommen – der Volksrepublik Polen zur Verwaltung überlassen. Es wanderten nun Polen zu. Drahnow wurde unter der polnischen Ortsbezeichnung „Drzonowo Wałeckie“ verwaltet. Die einheimische Bevölkerung wurde von der polnischen Administration aus Drahnow vertrieben.

### Demographie
| Jahr | Einwohner | Anmerkungen |
| ---- | --------- | --- |
| 1783 | –         | adliges Dorf und Vorwerk, 13 Feuerstellen (Haushaltungen), im Netzedistrikt, Kreis Krone                                                           |
| 1818 | 105       | Hauptgut, adlige Besitzung |
| 1864 | 465       | davon 345 im Gemeindebezirk (340 Evangelische und fünf Katholiken) und 120 im Gutsbezirk Klein Drahnow (119 Evangelische, eine katholische Person) |
| 1910 | 423       | am 1. Dezember, davon 260 in der Landgemeinde (250 Evangelische und zehn Katholiken) und 163 im Gutsbezirk (137 Evangelische, 26 Katholiken)       |
| 1925 | 410       | darunter 377 Evangelische und 33 Katholiken |
| 1933 | 364       | [ 7 ] |
| 1939 | 350       | [ 7 ] |

## Kirche
Die Protestanten der bis 1945 anwesenden Dorfbevölkerung gehörten zum evangelischen Kirchspiel Schloppe.